# Lista echipelor naționale de fotbal
Aceasta este o listă a echipelor naționale de fotbal masculin din întreaga lume. Fotbalul este sportul cu cele mai multe echipe naționale, având ca reprezentante toate membrele ONU cu excepția Insulelor Marshall, a unor teritorii dependente, entități sub-naționale și a statelor cu recunoaștere limitată. Lista împarte echipele în două grupuri:
- Echipe care sunt membre ale FIFA (211 echipe), sau care sunt membre ale unei confederații afiliate la FIFA fără a avea și calitatea de membră a FIFA (12 echipe)
- Echipe care nu sunt membre FIFA sau ale unei confederații, dar care reprezintă state suverane.

Nu sunt incluse echipele care nu sunt recunoscute de FIFA, categorie la care intră echipele care reprezintă diverse grupuri etnice, state nerecunoscute, mișcări separatiste și pseudo sau micronațiuni.

## Echipele afiliate la FIFA

Harta lumii cu reprezentarea celor șase federații continentale

În prezent, la FIFA sunt afiliate 211 echipe naționale de fotbal masculin, prin intermediul federațiilor naționale. Acest statut le conferă posibilitatea participării la Campionatul Mondial de Fotbal, iar meciurile oficiale internaționale sunt recunoscute de FIFA. Bazându-se pe rezultatele meciurilor din ultimii patru ani, FIFA publică lunar clasamentul echipelor naționale.
Fiecare echipă națională este, de asemenea, afiliată la una din cele 6 federații continentale:
- Asia - Confederația Asiatică de Fotbal (AFC)
- Africa - Confederația Africană de Fotbal (CAF)
- America de Nord, Centrală și Caraibe - Confederația de Fotbal a Americii de Nord, Americii Centrale și Caraibe (CONCACAF)
- America de Sud - Confederația Sudamericană de Fotbal (CONMEBOL)
- Oceania - Confederația de Fotbal a Oceaniei (OFC)
- Europa - Uniunea Asociațiilor Europene de Fotbal (UEFA)

În plus, pe lângă afilierea la confederațiile regionale, 22 de națiuni arabe din Africa și Asia aparțin și de Uniunea Asociațiilor Arabe de Fotbal (UAFA).
În continuare este prezentată o listă a echipelor naționale de fotbal afiliate la FIFA, în funcție de federația continentală de care aparțin. Unele dintre acestea, deși sunt membre cu drepturi depline în cadrul federației continentale de care aparțin, nu sunt și membre FIFA; ele vor avea o notă explicativă care va sublinia acest aspect. Același lucru se va întâmpla și cu echipele ce s-au mutat dintr-o confederație în alta.

### AFC (Asia)
Din cauza suprafeței geografice pe care se întinde Asia, AFC este împărțită în cinci sub-federații:
- Federația de Fotbal a Asiei de Vest (WAFF) - reprezintă țările situate în extremitatea vestică a continentului. Este alcătuită din șase membri.
- Federația de Fotbal a Asiei de Est (EAFF) - reprezintă țările situate în Orientul Îndepărtat.
- Federația de Fotbal a Asiei Centrale și de Sud (CESAFA) - reprezintă țările central asiatice și pe cele situate în subcontinentul indian.
- Federația de Fotbal ASEAN (AFF) - reprezintă țările situate în Asia de Sud-Est, plus Australia.
- Federația de Fotbal a Asiei de Sud (SAFF) - reprezintă țările situate în Asia de Sud.

| - Afganistan - Arabia Saudită2 - Australia1 - Bahrain2 - Bangladesh - Bhutan - Brunei - Cambodgia - China3 - Coreea de Nord7(a) - Coreea de Sud7(b) - Emiratele Arabe Unite2 | - Filipine - Guam - Hong Kong5(a) - India - Indonezia - Iordania2 - Irak2 - Iran6 - Japonia - Kârgâzstan - Kuweit2 - Laos | - Liban2 - Macao5(b) - Malaezia - Maldive - Mongolia - Myanmar - Nepal - Oman2 - Pakistan - Palestina2 - Qatar2 | - Singapore - Siria2 - Sri Lanka - Tadjikistan - Thailanda - Taipei4 - Timorul de Est - Turkmenistan - Uzbekistan - Vietnam - Yemen2 |

1: Fostă membră a OFC (afiliată la AFC din 2006)

2: Membră UAFA

3: Nume oficial utilizat de FIFA și de AFC pentru Republica Populară Chineză

4: Nume oficial utilizat de FIFA și de AFC pentru Republica Chineză (Taiwan); membru al OFC între 1975-1989

5: Nume oficiale utilizate de FIFA și de AFC; numele oficiale utilizate de EAFF sunt „Hong Kong, China” (a) și „Macao, China” (b)

6: Iranul este membru a două sub-federații (WAFF și CESAFA)

7: Nume oficiale utilizate de FIFA și de AFC pentru Republica Populară Democratică a Coreei (a) și pentru Republica Coreea (b)

### CAF (Africa)
Din cauza suprafeței geografice pe care se întinde Africa, CAF este împărțită în șase federații regionale:
- Consiliul federațiilor de fotbal din Africa Centrală și de Est (CECACAF) - reprezintă țările situate în Africa Răsăriteană și câteva țări localizate în Africa Centrală.
- Consiliul federațiilor de fotbal din Africa de Sud (COSAFA) - reprezintă țările situate în Africa Sudică, dar și statele insulare aflate la sud de acestea.
- Uniunea federațiilor de fotbal din Africa de Vest (WAFU) - unul dintre cele două organisme care reprezintă țările situate în Africa Occidentală.
- Uniunea federațiilor de fotbal din Africa de Nord (UNAF) - reprezintă țările situate în Africa Nordică.
- Uniunea federațiilor de fotbal din Africa Centrală (UNIFFAC) - reprezintă o parte din țările situate în Africa Centrală.
- Uniunea fotbalistică din Africa de Vest (UFOA) - unul dintre cele două organisme care reprezintă țările situate în Africa Occidentală.

| - Africa de Sud - Algeria1 - Angola - Benin - Botswana - Burkina Faso - Burundi - Camerun - Capul Verde - Ciad - Coasta de Fildeș - Comore1 - Republica Congo - Djibouti1 | - Egipt1 - Eritreea - Eswatini - Etiopia - Gabon - Gambia - Ghana - Guineea - Guineea-Bissau - Guineea Ecuatorială - Kenya - Lesotho - Liberia - Libia1 | - Madagascar - Malawi - Mali - Mauritania1 - Maurițius - Maroc1 - Mozambic - Namibia - Niger - Nigeria - RD Congo2 - Republica Centrafricană - Rwanda - São Tomé și Príncipe | - Senegal - Seychelles - Sierra Leone - Somalia1 - Sudan1 - Tanzania - Togo - Tunisia1 - Uganda - Zambia - Zimbabwe |

1: Membră UAFA

2: Nume oficial utilizat de FIFA și de CAF pentru Republica Democrată Congo

### CONCACAF (America de Nord, Centrală și Caraibe)
În funcție de zonele geografice pe care le administrează, CONCACAF este împărțită în trei federații regionale:
- Federația de Fotbal Caraibiană (CFU) - reprezintă țările situate în Caraibe
- Federația de Fotbal Nord-Americană (NAFU) - reprezintă cele trei țări suverane situate în America de Nord
- Federația de Fotbal a Americii Centrale (UNCAF) - reprezintă cele șapte țări situate în America Centrală

| - Anguilla - Antigua și Barbuda - Antilele Olandeze - Aruba - Bahamas - Barbados - Belize - Bermuda1 - Canada | - Costa Rica - Cuba - Dominica - El Salvador - Grenada - Guatemala - Guiana2 - Haiti - Honduras | - Insulele Cayman - Insulele Turks și Caicos - Insulele Virgine Americane - Insulele Virgine Britanice - Jamaica - Mexic - Montserrat - Nicaragua - Panama | - Puerto Rico - Republica Dominicană - Sfânta Lucia - Sfântul Kitts și Nevis - Sfântul Vincent și Grenadine - S.U.A.3 - Surinam2 - Trinidad-Tobago |

1: Membră a CFU, deși, din punct de vedere geografic, este situată în America de Nord

2: Membră a CONCACAF (CFU), deși, din punct de vedere geografic, este situată în America de Sud

3: Nume oficial utilizat de FIFA și de CONCACAF pentru Statele Unite ale Americii

### CONMEBOL (America de Sud)
- Argentina
- Bolivia
- Brazilia
- Chile
- Columbia
- Ecuador
- Paraguay
- Peru
- Uruguay
- Venezuela

### OFC (Oceania)
| - Fiji - Insulele Cook - Insulele Solomon - Noua Caledonie - Noua Zeelandă - Papua Noua Guinee | - Samoa - Samoa Americană - Tahiti 1 - Tonga - Vanuatu |

 
1: Nume oficial utilizat de FIFA și de OFC pentru Polinezia Franceză

### UEFA (Europa)
| - Albania - Andorra - Anglia - Armenia - Austria - Azerbaidjan - Belarus - Belgia - Bosnia și Herțegovina - Bulgaria - Cehia - Cipru - Croația - Danemarca | - Elveția - Estonia - Finlanda - Franța - Georgia - Germania - Gibraltar - Grecia - Insulele Feroe - Irlanda - Irlanda de Nord - Islanda - Israel1 - Italia | - Kazahstan - Kosovo2 - Letonia - Liechtenstein - Lituania - Luxemburg - Macedonia - Malta - Muntenegru - Norvegia - Țările de Jos - Polonia - Portugalia - Republica Moldova | - România - Rusia - San Marino - Scoția - Serbia - Slovacia - Slovenia - Spania - Suedia - Turcia - Țara Galilor - Ucraina - Ungaria |

1: Fostă membră a AFC (AFC) între 1954 și 1974; a aderat la UEFA în 1994

2: Fostă membră a AFC; a aderat la UEFA în 2002
Notă:  Gibraltar a fost membru provizoriu al UEFA între 8 decembrie 2006 și 26 ianuarie 2007, când i-a fost respinsă cererea de a deveni membru cu drepturi depline.

## Echipe neafiliate la FIFA
Aceste echipe naționale nu sunt afiliate la FIFA. Întrucât federațiile naționale de care aparțin nu sunt membre FIFA, aceste echipe nu pot participa la Campionatul Mondial, iar meciurile lor internaționale nu sunt recunoscute ca fiind oficiale.

### Membre ale confederațiilor afiliate la FIFA
Aceste echipe sunt membre ale federațiilor continentale, dar nu sunt membre FIFA. Membrele CONCACAF sunt membre cu drepturi depline, în timp ce celelalte sunt membre asociate ale federațiilor lor.

#### AFC (Asia)
- Insulele Marianei de Nord

#### CAFRRR (Africa)
- Réunion
- Zanzibar

#### CONCACAF (America de Nord, Centrală și Caraibe)
- Guadelupa
- Guiana Franceză
- Martinica
- Insula Sfântul Martin
- Sint Maarten

#### OFC (Oceania)
- Kiribati
- Micronezia
- Niue
- Palau
- Tuvalu

### NF-Board
Aceste echipe sunt membre cu drepturi depline sau membre provizorii ale NF-Board (franceză Nouvelle Fédération-Board), o organizație care promovează fotbalul în statele suverane, statele nerecunoscute și orice regiune nemembră FIFA. Ea le acordă acestora sprijin în tentativa lor de a deveni cândva membre FIFA.
| Membre cu drepturi depline - Camerunul de Sud - Etnia Asiriană - Etnia Romă - Gozo - Groenlanda - Insulele Chagos1 - Kurdistanul Irakian - Moluccas de Sud - Monaco - Occitania - Padania - Papua de Vest - Provence - Republica Turcă a Ciprului de Nord - Rijeka - Laponia - Somaliland - Tibet - Valonia | Membre provizorii - Casamance - Cecenia - Insula Paștelui - Kiribati - Maasai - Regatul celor două Sicilii - Republica Saugeais - Sardinia - Sahara Occidentală - Saxonia Inferioară de Sud - Sealand - Yap - Zanzibar |

1: Numele echipei reprezentative a Teritoriului Britanic din Oceanul Indian.

#### CSANF
„Consiliul Noilor Federații Sud-Americane de Fotbal” (spaniolă Consejo Sudamericano de Nuevas Federaciones) este confederația ce reprezintă țările afiliate la NF-Board, situate în America de Sud.
Membre cu drepturi depline
- Atacameño (Likan-Antay)
- Insulele Juan Fernandez

Membre asociate
- Insula Paștelui

### Uniunea Fotbalului Internațional
IFU este o organizație creată cu scopul de a oferi șansa de a disputa meciuri internaționale, echipelor naționale și echipelor din regiunile autonome recunoscute, care nu sunt membre FIFA. Din octombrie 2009, două echipe naționale s-au afiliat ca membre provizorii la această organizație.
Membre provizorii
- Groenlanda
- Zanzibar

### State suverane neafiliate
Echipele de fotbal ce reprezintă următoarele state suverane nu sunt membre FIFA, NF-Board și nici ale vreunei confederații continentale:
- Kosovo1
- Marea Britanie2
- Nauru
- Vatican

 1. În februarie 2008, Republica Kosovo a fost declarată, unilateral, independentă. Până la 12 ianuarie 2010, 65 de țări au recunoscut independența Kosovo
 2. Echipa națională de fotbal a Marii Britanii nu a participat până acum decât la Jocurile Olimpice (cea mai recentă participare este cea din calificările pentru Olimpiada din 1972) și la trei meciuri amicale; în rest, Marea Britanie este reprezentată de echipe diferite pentru fiecare țară membră a Regatului Unit al Marii Britanii și Irlandei de Nord
 Insulele Marshall este singurul stat suveran al cărei echipă națională de fotbal nu a înregistrat niciun meci oficial.

## Foste state afiliate la FIFA
Ca urmare a dispariției națiunilor sau teritoriilor pe care le reprezentau, următoarele echipe naționale s-au desființat. De amintit că această listă nu cuprinde toate modificările apărute de-a lungul timpului, privitoare la anumite echipe - de exemplu, Croația, a avut o echipă națională de fotbal, după care țara a fost încorporată în cadrul altui stat (la fel s-a întâmplat și cu echipa națională de fotbal), pentru ca ulterior, când și-a recăpătat independența, Croația să-și refacă și echipa națională de fotbal.
| Echipă                                                                  | Echipă succesoare, moștenitoare a palmaresului | Alte echipe succesoare                                                                                                 | Explicații |
| ----------------------------------------------------------------------- | ---------------------------------------------- | --- | --- |
| Cehoslovacia                                                            | Cehia Slovacia                                 | | A reprezentat Cehoslovacia până în 1993, când aceasta s-a divizat în Cehia și Slovacia. |
| Saarland                                                                |                                                | Germania de Vest | Între 1950 și 1956, a reprezentat Protectoratul Saarland, înainte ca acesta să fie absorbit de către Republica Federală Germania. |
| Germania de Vest                                                        | Germania                                       | | Între 1950 și 1990, înainte de reunificarea cu Germania de Est, a reprezentat Republica Federală Germania. A fost considerată succesoarea echipei de fotbal ce a reprezentat statul german între 1908 și 1942. |
| Germania de Est                                                         |                                                | Germania | Între 1952 și 1990, înainte de absorbția într-o Germanie unită, a reprezentat Germania de Est. |
| Irlanda                                                                 | Irlanda de Nord                                | Republica Irlanda | A reprezentat Irlanda până la secesiunea Statului Irlandez Liber de Regatul Unit, din 1922. Echipa a fost cunoscută în continuare sub numele de Irlanda, selecționând chiar câțiva jucători din Statul Irlandez Liber, ulterior denumit Republica Irlanda. Acest lucru s-a întâmplat până în anul 1953, când, pentru a reflecta așezarea sa geografică, statul a fost redenumit Irlanda de Nord. |
| Vietnamul de Nord                                                       | Vietnam                                        | | A reprezentat Vietnamul de Nord din 1949 și până la reunificarea cu Vietnamul de Sud din 1975. |
| Vietnamul de Sud                                                        |                                                | Vietnam | A reprezentat Vietnamul de Sud din 1949 și până la reunificarea cu Vietnamul de Nord din 1975. |
| Yemenul de Nord                                                         | Yemen                                          | | A reprezentat Yemenul de Nord din 1965 și până la reunificarea cu Yemenul de Sud din 1990. |
| Yemenul de Sud                                                          |                                                | Yemen | A reprezentat Yemenul de Sud din 1965 și până la reunificarea cu Yemenul de Nord din 1990. |
| Republica Arabă Unită                                                   | Egipt                                          | Siria | Între 1958 și 1961, înainte de secesiunea Siriei, a reprezentat Republica Arabă Unită. Era considerată succesoarea fostei echipe naționale de fotbal a Egiptului, care a devenit ulterior și succesoarea sa. Până în 1970, echipa a fost cunoscută în continuare sub numele de Republica Arabă Unită.                                                                                            |
| Uniunea Sovietică                                                       | CSI                                            | Estonia Letonia Lituania                                                                                               | Între 1924 și 1991, înainte de dizolvarea sa, a reprezentat Uniunea Sovietică. Era considerată succesoarea echipei de fotbal ce reprezentase în trecut Imperiul Rus. |
| CSI                                                                     | Rusia                                          | Armenia Azerbaidjan Belarus Georgia Kazahstan Kârgâzstan Republica Moldova Tadjikistan Turkmenistan Ucraina Uzbekistan | În 1992, a reprezentat Comunitatea Statelor Independente și Georgia, până în momentul creării de state separate pentru fiecare din națiunile membre. |
| Iugoslavia                                                              | Republica Federativă Iugoslavia                | Bosnia și Herțegovina Croația Macedonia Slovenia                                                                       | Între 1990 și 1992, înainte de dizolvarea Republicii Socialiste Federative Iugoslavia în Bosnia și Herțegovina, Croația, Republica Federativă Iugoslavia, Macedonia și Slovenia, a reprezentat Iugoslavia. |
| Republica Federativă Iugoslavia, ulterior denumită Serbia și Muntenegru | Serbia                                         | Muntenegru | Între 1992 și 2006, înaintea divizării în Serbia și Muntenegru, a reprezentat Republica Federativă Iugoslavia, care, din 2003 a fost redenumită Serbia și Muntenegru. |

### Redenumiri
În urma unificărilor sau dizolvărilor unor state, unele dintre acestea au fost redenumite, fără a-și modifica granițele:
- În 1917,  Rusia a devenit  Uniunea Sovietică
- În 1937,  Statul Irlandez Liber a devenit  Republica Irlanda
- În 1939,  Cehoslovacia (1918-1939) a devenit  Protectoratul Boemiei și Moraviei, iar în 1945 a redevenit  Cehoslovacia
- În 1948,  Palestina/Eretz Israel a devenit  Israel
- În 1949,  Indiile Olandeze de Est au devenit  Indonezia
- În 1957,  Coasta de Aur a devenit  Ghana
- În 1958,  Madagascar a devenit  Republica Malgașă, iar în 1975 a redevenit  Madagascar
- În 1960,  Congo Belgian a devenit  Congo-Leopoldville;  în 1963 a devenit  Congo-Kinshasa; în 1971 a devenit  Zair, iar în 1997 a devenit  Republica Democrată Congo
- În 1960,  Congo Mijlociu a devenit  Congo-Brazzaville, iar în 1992 a devenit  Congo
- În 1960,  Togo Francez a devenit  Togo
- În 1963,  Malaya a devenit  Malaezia
- În 1964,  Rodezia de Nord a devenit  Zambia
- În 1964,  Rodezia de Sud a devenit  Rodezia, iar în 1980 a devenit  Zimbabwe
- În 1964,  Tanganyika a devenit  Tanzania
- În 1965,  Gambia Britanică a devenit  Gambia
- În 1966,  Guiana Britanică a devenit  Guiana
- În 1966,  Nyasaland a devenit  Malawi
- În 1972,  Ceylon a devenit  Sri Lanka
- În 1972,  Republica Arabă Unită a devenit  Egipt
- În 1975,  Dahomey a devenit  Benin
- În 1975,  Guiana Olandeză a devenit  Surinam
- În 1975,  Guineea Portugheză a devenit  Guineea-Bissau
- În 1975,  Republica Khmer a devenit  Kampuchea, iar în 1979 a devenit  Cambodgia
- În 1977,  Somalilandul Francez a devenit  Djibouti
- În 1980,  Noile Hebride au devenit  Vanuatu
- În 1983,  Coasta de Fildeș (engleză Ivory Coast) a devenit  Coasta de Fildeș (franceză Côte d'Ivoire)
- În 1984,  Volta Superioară a devenit  Burkina Faso
- În 1989,  Burma a devenit  Myanmar
- În 1996,  Samoa de Vest a devenit  Samoa